# 慧聚媽祖回鹿港天后宮謁祖進香
慧聚媽祖回鹿港天后宮谒祖進香，為昆山市慧聚天后宮所供奉之龍二媽、煌三媽，依習俗遵古禮回台谒祖進香。
第1次進香促成原因為大陸國台辦主任張志軍於2013年5月拜訪昆山慧聚寺天后宮，當時他說，如果有機會到台灣，想要帶一尊媽祖神像到台灣去，為兩岸同胞祈福。由寶成集團蔡其瑞牽線下，煌三媽在2014年6月26由慧聚天后宮啟程，28日至鹿港天后宫谒祖進香，29日返回慧聚天后宮，開創新進香模式。

## 慧聚寺歷史
- 昆山慧聚寺位於昆山馬鞍山南。始建於梁代天監十年(511年)，經梁武帝恩准，吳興沙門慧向為該寺開山。慧向為梁武帝蕭衍之師。
- 慧聚寺建成後，梁武帝命南朝第一畫師張僧繇為正殿兩面牆壁畫神像、柱子畫龍。
- 唐武宗會昌間(841~846年)，昭毀天下佛宇，慧聚寺也遭毀。
- 南唐李煜(937~978年)在慧聚寺經台、鐘台匾額提書。
- 北宋宣和間(1119~1125年)由信法師將慧聚寺子院改建為十方賢者講寺，並改名為華藏講寺。
- 南宋(1248年)由僧良拱復建大佛閣，名為神運大雄氏殿。
- 明洪武十三年(1380年)僧大雅將華藏講寺由馬鞍山南麓移建西山之巔。
- 明萬曆二十二年(1594年)僧寂默重建山門、天王殿。
- 明萬曆三十二年(1604年)僧寂默凌宵塔為七層。
- 康熙皇帝曾4次巡幸昆山慧聚寺，并作詩留题。
- 清咸豐十年(1860年)(八國聯軍時期)，除凌宵塔外，慧聚寺均毀於戰爭。
- 民國二十三年(1934年)重建凌宵塔至第七層，八一三事變後，塔遭日軍軍機轟炸，民國二十六年(1937年)，山被日軍所佔。
- 二次大戰結束僧人搭建三平房。
- 2005年重建慧聚寺。

## 慧聚寺重建
- 2005年昆山台商會長林榮德就提出申請興建媽祖廟，協調大陸官員到鹿港參訪，參觀因九二一大地震損毀的鹿港龍山寺、鹿港天后宮修復工程。為首宗在中國大陸法律上第一座台灣人捐建的合法廟宇(蘇市民宗〔2005〕66號)。
- 在寶成集團蔡其瑞、蔡其建號召台商共花費6億人民幣建照，為現存最大閩南式建築之寺廟。也是中國大陸現存最大的木結構建築。
- 2008年5月動土，寺院設計參考鹿港龍山寺、鹿港天后宮與萬華龍山寺。
- 2010年9月19日由鹿港天后宮分靈龍二媽、煌三媽安座慧聚天后宮(媽祖殿)。
- 鹿港龍山寺分靈觀世音菩薩安座圓通寶殿(觀音殿)。

## 慧聚媽祖
- 2010年9月15日「昆山慧聚寺恭迎鹿港天后宮媽祖分香出祖典禮」由海基會江丙坤、彰化縣長卓伯源、寶成工業集團總裁蔡其瑞、寶成集團董事長蔡其建、昆山台協會會長孫德聰、立法委員林進春擔任主祭。海基會江丙坤從鹿港天后宮親自恭送媽祖金尊，出祖媽祖金身為鹿港天后宮分香之「龍二媽」及「煌三媽」。並於鹿港鎮內進行歡送祈福繞境活動。
- 9月19日舉行「慧聚媽祖祭祀安座大典」，由海基會江丙坤、大陸海協會秘書長李亞飛、總統府資政張博雅、寶成集團總裁蔡其瑞、寶成集團董事長蔡其建、昆山台協會會長孫德聰、昆山市政協主席許慶龍等人擔任主祭。並於昆山市內進行媽祖遶境巡安綵街。[1]。

## 第一次進香行程
2014年6月26由慧聚天后宮啟程，28日至鹿港天后宫谒祖進香，29日返回慧聚天后宮。

## 第二次進香行程
2015年12月16日於昆山舉行起駕儀式，當天抵達彰化鹿港，20日再返回昆山並舉行繞境活動。

## 第三次進香行程
2016年9月28日於昆山舉行起駕儀式，當天抵達台中臨時行宮，10月1日巡安遶境至鹿港天后宮安座，2日再返回昆山並舉行繞境活動。

## 廟會鬧場流血事件
昆山妈祖回娘家谒祖进香事件 （页面存档备份，存于）
- 原定張志軍2014年6月27日下午至鹿港天后宮參拜，而反對張志軍團體則在張志軍預定到達前數小時，既在原本該是莊嚴、喜慶之廟會活動預定終點站鹿港天后宮周邊進行政治宣傳及意圖闖入廟內併干擾廟會活動，也嚴重影響當地居民商家之不便與損失，並影響遊客旅遊參訪。梁伯洲將已點燃之煙火往廟內踢，造成廟會參與人員驚嚇及受傷，引發部份廟方工作人毆打梁伯洲以致頭部流血。隨後張志軍也取消至鹿港天后宮參拜儀式。
- 鹿港廟會文化已歷經數百年，現每年在鹿港廟會陣頭活動場次總計是以上千次計算，早已成為生活中之一部份，而習俗內容也為有既定形勢。而各宮廟一直以來不受政治影響，純粹信仰，因此接受各方不同政治、信仰、意見以理性參訪、參拜。而廟會正在準備與策劃併進行中時，遭受因有特定政治立場人員聚眾干擾、破壞及因此廟方及參於人員受到危害及人員受傷驚恐，也因此使活動受阻，及讓鹿港觀光安全、舒適性下降，讓廟方及參與人員蒙受不白之冤。
- 在廟會進行高空煙火施放，其目的為隆重、喜慶、驅鬼、清場、通知用途。施放方式為擺放在地上或車輛上固定由下往上垂直地面發射，以免傷及人員。
- 梁禎祥縣議員及其他人員多次至鹿港天后宮參拜，最近一次為2013年10月陪同民進黨蘇貞昌主席向鹿港天后宮媽祖參拜，亦多次參加鹿港地區廟會活動併部份掛名協辦人，絕對明白廟會活動內容與禁忌，知道何謂廟會鬧場及鬧場可能產生之問題。[2]。

## 外部連結
- 鹿港天后宮 （页面存档备份，存于）
- 昆山慧聚寺 （页面存档备份，存于）
- 慧聚寺由來三板本

1. ↑  .   [2014-07-21]. （原始内容存档于2016-03-04）.
2. ↑  .   [2014-08-10]. （原始内容存档于2020-02-02）.